# Fat Butt and Pancake Head
Fat Butt and Pancake Head is aflevering 101 (#705) van de animatieserie South Park. In de Verenigde Staten werd deze aflevering voor het eerst uitgezonden op 16 april 2003.

## Verhaal
Cartman gebruikt zijn buikspreekkwaliteiten voor een act waarbij zijn hand het hoofd van "Ms. Lopez" voor moet stellen. Iedereen vindt haar geweldig en al snel begint de hand een eigen leven te leiden, hoewel Kyle hem maar niet gelooft.
Ms. Lopez wordt aangenomen door een platenmaatschappij, die de échte Jennifer Lopez ontslaat, omdat ze niet 2 artiesten genaamd Jennifer Lopez kunnen hebben. "J-Lo" is woedend op Cartman en wil wraak. Tot overmaat van ramp raakt haar partner Ben Affleck verliefd op Ms. Lopez en de twee maken na een tijd zelfs bekend dat ze gaan trouwen.
Op een brug komen Cartman, de 2 Ms. Lopezzen, Ben Affleck, de politie, de mannen van de platenmaatschappij, Stan, Kyle en Kenny samen. Ms. Lopez doet dan haar pruik af en zegt dat ze niet Jennifer Lopez, maar Mitch Connor is, een oplichter. Ze biedt haar excuses aan tegenover Ben en vertelt dat ze zal overlijden, omdat ze zojuist gif heeft ingenomen. Terwijl Ms. Lopez "verdwijnt" verlaten de andere mensen de brug. Cartman vraagt aan Kyle of het echt niet mogelijk zou kunnen zijn dat er zojuist iets gebeurde dat ook Cartman niet begreep. Als Kyle dat toegeeft, lacht Cartman hem uit.
De aflevering eindigt met de echte Jennifer Lopez die een baantje heeft gevonden in het "La Taco"-restaurant.
Tien favoriete afleveringen geselecteerd door Matt Stone en Trey Parker:
Stupid Spoiled Whore Video Playset · The Return of the Fellowship of the Ring to the Two Towers · Best Friends Forever · Good Times with Weapons · Casa Bonita · AWESOM-O · Trapped in the Closet · Towelie · Red Hot Catholic Love · Scott Tenorman Must Die

Vier favoriete afleveringen geselecteerd door de fans:
It Hits the Fan · Timmy 2000 · Fat Butt and Pancake Head · The Death Camp of Tolerance

Speciaal bijgevoegd: The Spirit of Christmas (kort geanimeerd)
De 25 beste afleveringen van Eric Cartman door stemming op de website van Comedy Central. Deze afleveringen werden van 14 tot 16 oktober 2005 getoond van nummer 25 naar nummer 1 (de populairste).

Red Hot Catholic Love (25) · The Succubus (24) · Cartman Joins NAMBLA (23) · Simpsons Already Did It (22) · Cartmanland (21) · The Red Badge of Gayness (20) · Spontaneous Combustion (19) · Red Sleigh Down (18) · Freak Strike (17) · Casa Bonita (16) · The Jeffersons (15) · Starvin' Marvin (14) · The Passion of the Jew (13) · Weight Gain 4000 (12) · Cow Days (11) · The Death of Eric Cartman (10) · Cartman's Mom is a Dirty Slut (9) · Fat Butt and Pancake Head (8) · AWESOM-O (7) · Christian Rock Hard (6) · Pinkeye (5) · Die Hippie, Die (4) · Up the Down Steroid (3) · Cartman Gets an Anal Probe (2) · Scott Tenorman Must Die (1)